# Musée national de Valjevo
Le musée national de Valjevo (en serbe cyrillique : Народни музеј Ваљево ; en serbe latin : Narodni muzej Valjevo) est un musée situé à Valjevo, dans le district de Kolubara, en Serbie. Il a été créé en 1951. Le bâtiment principal du musée, situé 3 Trg vojvode Mišića, est inscrit sur la liste des monuments culturels protégés de la république de Serbie (identifiant no SK 876).